# Dorymyrmex flavescens
Dorymyrmex flavescens é uma espécie de formiga do gênero Dorymyrmex.